# A meghívás
A meghívás (eredeti cím: The Invitation) 2022-es amerikai természetfeletti horrorfilm, amelynek rendezője Jessica M. Thompson, forgatókönyvírója Blair Butler, producere Emile Gladstone. A főszerepben Nathalie Emmanuel és Thomas Doherty látható.
Az eredetileg The Bride (A menyasszony) címet viselő projekt Sam Raimi és Robert Tapert Ghost House Pictures produkciója lett volna, a forgatókönyvet pedig Butler írta. Raimi és Tapert azonban ütemezési problémák miatt kiszállt a projektből. 2020-ra jelentették be a film címét, a rendezője Thompson, a producere pedig A gyászoló asszony átka producere, Emile Gladstone lett. A szereplőválogatás 2021 májusától októberéig tartott, a forgatás pedig szeptemberben kezdődött Magyarországon.
A filmet az Egyesült Államokban 2022. augusztus 26-án mutatta be a Sony Pictures Releasing, Magyarországon szeptember 1-jén jelent meg az InterCom Zrt. jóvoltából. Általánosságban vegyes véleményeket kapott a kritikusoktól.

## Cselekmény
Egy fiatal nőt meghódítanak és levesznek a lábáról, aki végül rájön, hogy egy gótikus összeesküvés van készülőben.

## Szereplők
| Szerep                | Színész                | Magyar hang    |
| --------------------- | ---------------------- | -------------- |
| Evelyn „Evie” Jackson | Nathalie Emmanuel      | Trokán Nóra    |
| Walter De Ville       | Thomas Doherty         | Fehér Tibor    |
| Viktoria              | Stephanie Corneliussen | Varga Lili     |
| Lucy                  | Alana Boden            |                |
| Grace                 | Courtney Taylor        |                |
| Oliver Alexander      | Hugh Skinner           | Zámbori Soma   |
| Mr. Field             | Sean Pertwee           |                |
| Evie anyja            | N/A                    | Kocsis Mariann |

## A film készítése
A film terveit, amely akkor a The Bride címet viselte, és amelyet úgy írtak le, hogy „egy fiatal nő története, aki részt vesz egy díszes esküvőn, nem is sejtve, hogy milyen borzalmak várnak rá”, 2020-ban jelentették be. A film forgatókönyvét Blair Butler írta, aki Bram Stoker 1897-es Drakula című regényéből merített ihletet. Jessica M. Thompson dolgozta át a forgatókönyvet. Nathalie Emmanuelt megerősítették a film főszereplőjeként, Emile Gladstone-t pedig The Bride producerének választották. Garrett Hedlundot eredetileg Walter szerepére szerződtették, de visszalépett. Később Thomas Doherty lépett a helyére. További színészek, akik megerősítették, hogy szerepelnek a filmben: Alana Boden és Hugh Skinner.
A forgatásra a tervek szerint 2021 szeptemberében került sor Budapesten.

## Bemutató
A filmet 2022. augusztus 26-án mutatták be az Egyesült Államokban.